# Daures
Daur, Dagur, Daghur ou Dahur  (Daur:ᡩᠠᡤᡠᠷ; dagur; Mongol: Дагуур; daguur; chinês tradicional: 達斡爾族, chinês simplificado: 达斡尔族, pinyin: Dáwò'ěr zú) são um povo mongólico do nordeste da China. Os Daur formam um dos 56 grupos étnicos oficialmente reconhecidos na República Popular da China.; Eles totalizaram 131.992 de acordo com o último censo (2010) e a maioria deles vive em Morin Dawa Daur Autonomous Banner em Hulun Buir, Mongólia Interior e Meilisi Daur District em Qiqihar, Heilongjiang da China. Há também alguns perto de Tacheng em Xinjiang, durante a dinastia Qing.

## Cultura
Há uma estrutura hierárquica muito perceptível. As pessoas que compartilham o mesmo sobrenomme estão em grupos chamados hala , convivem com o mesmo grupo, formado por duas ou três cidades. A cada hala está dividida em diversos clãs ( mokon ) que vivem no mesmo povo. Se for feito um casamento entre clãs diferentes, o marido continua a viver com o clã de sua esposa sem possuir direitos de propriedade.
Durante o inverno, as mulheres Daur usam vestidos longos, geralmente de cor azul e botas de pele que trocam por calças compridas no verão. Os homens vestem gorros orejeros em pele de raposa ou veado feitos para o inverno. No verão, cobrem a cabeça do animal com tecidos de cor branca ou chapéus de palha.
Um esporte habitual dos Daur é o Beikou , um jogo semelhante ao hóquei em campo ou hóquei de rua , que é praticado pelos Daur há cerca de 1.000 anos.

## História

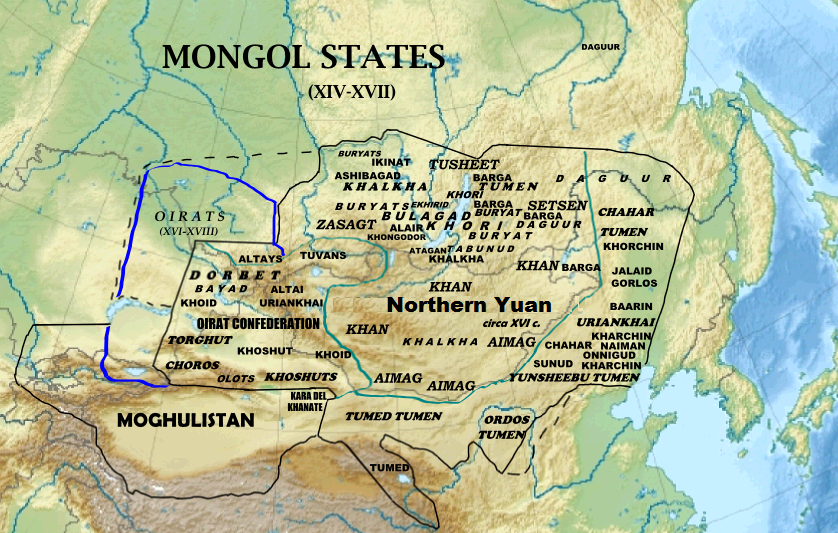
Localização do Daur (Daguur) no século XVI.

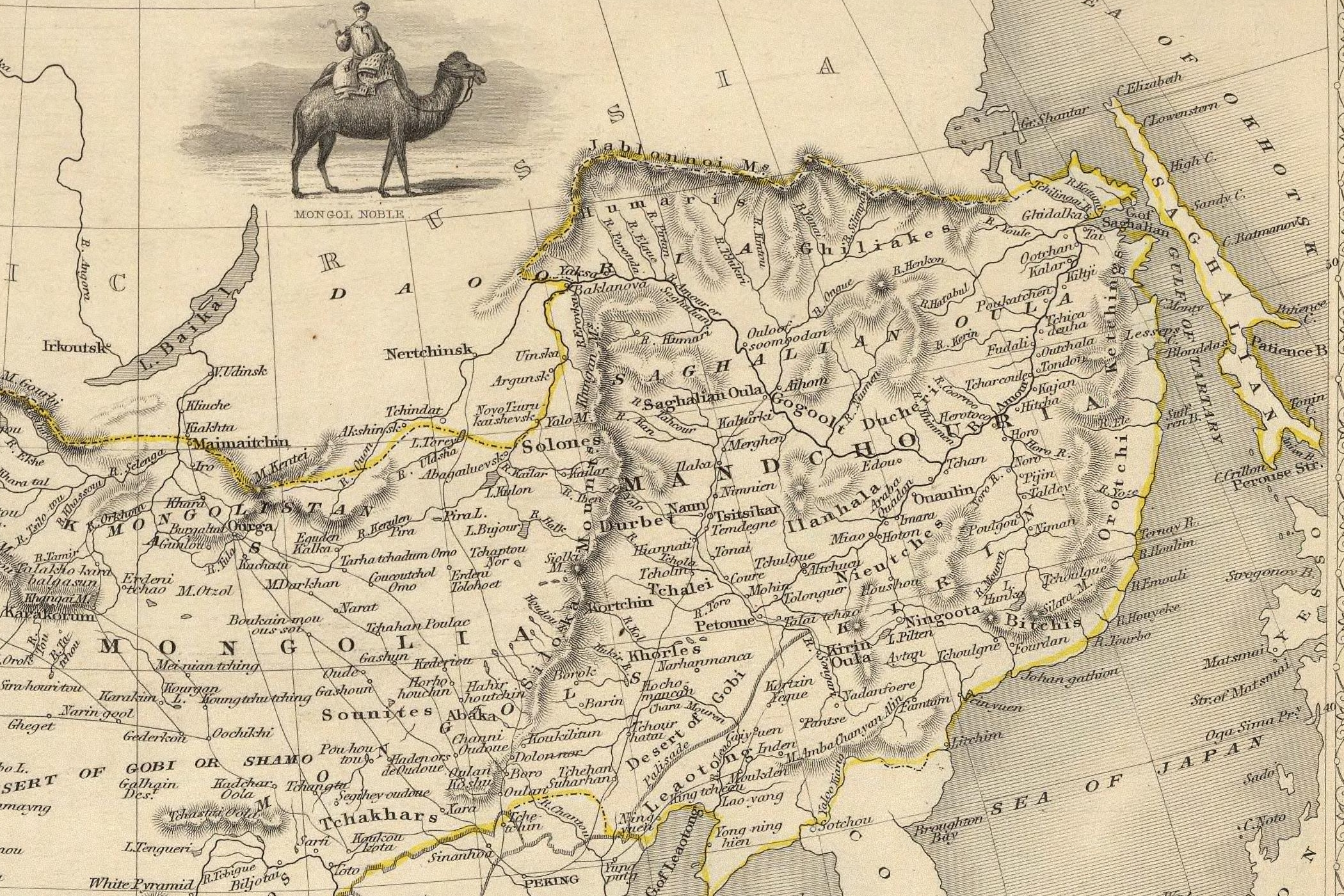
Dauria (Transbaicália) em um mapa britânico de 1851. Como o mapa foi publicado 7 anos antes do Tratado de Aigun, a Dauria oriental (Amur) ainda é mostrada como parte da dinastia Qing

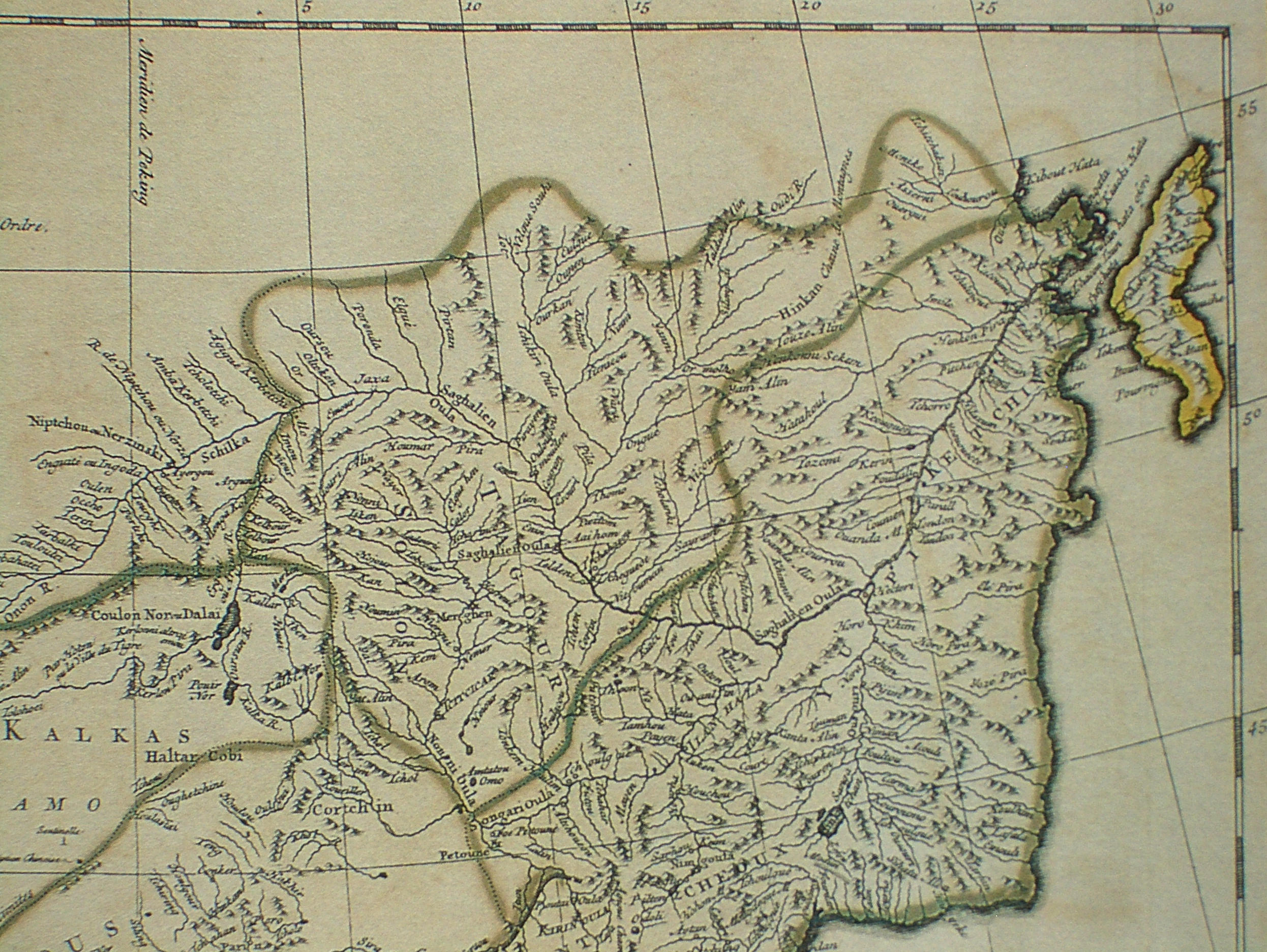
O Daur (Tagour) localizado entre o rio Nonni e o rio Amur em um mapa francês de 1734. Yaxa (atual Albazin) era uma cidade dauriana antes de sua queda para os invasores russos de Khabarov em 1651.

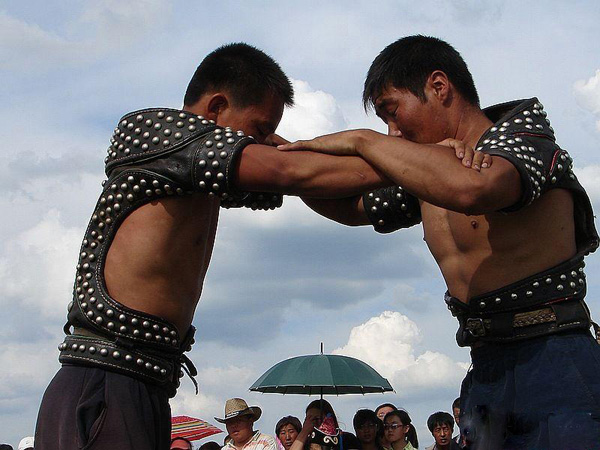
Dois lutadores da etnia Daur na Mongólia Interior (China)

Geneticamente, os Daurs são descendentes dos Khitan , como provaram análises recentes de DNA. o Imperador Qianlong "钦定《辽金元三史语解》" (Traduções encomendadas imperialmente da História de Liao , História de Jin e História de Yuan) , ele retraduz "大贺", um clã Khitan descrito na História de Liao, como "达呼尔". Essa é a teoria mais antiga que afirma que Daurs são descendentes de Khitans.
No século 17, alguns ou todos os Daurs viviam ao longo do Rio Shilka , no alto Amur , no Rio Zeya e Bureya. Assim, deram seu nome à região de Dauria , também chamada de Transbaikal, hoje a área da Rússia a leste do lago Baikal .
Em meados do século XVII, os Amur Daurs caíram sob a influência dos manchus da Dinastia Qing que esmagaram a resistência de Bombogor , líder da Federação Evenk -Daur em 1640. Quando os exploradores e invasores russos chegaram à região no no início de 1650 (notavelmente, durante o ataque de Yerofei Khabarov em 1651), eles costumavam ver os fazendeiros Daur queimando suas aldeias menores e se refugiando em cidades maiores. Quando instruídos pelos russos a se submeterem ao governo do Czar e a pagar yasak (tributo), os Daurs frequentemente recusavam, dizendo que já prestavam homenagem ao Imperador Shunzhi .(cujo nome os russos registraram dos Daurs como Shamshakan ). Os cossacos então atacariam, geralmente conseguindo tomar as cidades de Daur com apenas pequenas perdas. Por exemplo, Khabarov relatou que em 1651 ele teve apenas 4 de seus cossacos mortos durante o ataque à cidade do príncipe Daur Guigudar (Гуйгударов городок) (outros 45 cossacos foram feridos, mas todos conseguiram se recuperar). Enquanto isso, os cossacos relataram ter matado 661 "Daurs grandes e pequenos" naquela cidade (dos quais, 427 durante a própria tempestade), e feito prisioneiros 243 mulheres e 118 crianças, bem como capturado 237 cavalos e 113 bovinos. A cidade capturada de Yaxa, em Daur, tornou-se a cidade russa de Albazin, que não foi recapturado pelos Qing até a década de 1680.
Centenas de gado e cavalos foram saqueados e 243 meninas e mulheres da etnia Daur foram estupradas por cossacos russos comandados por Yerofey Khabarov quando ele invadiu a bacia do rio Amur na década de 1650.
Diante da expansão russa na região de Amur, entre 1654 e 1656, durante o reinado do Imperador Shunzhi , os Daurs foram forçados a se deslocar para o sul e se estabelecer às margens do rio Nen , de onde eram constantemente recrutados para servir no sistema de estandartes dos imperadores Qing .
Soldados cossacos russos massacraram 1.266 famílias, 900 Daurs durante o massacre de Blagoveshchensk e o massacre de sessenta e quatro aldeias a leste do rio.
Quando os japoneses invadiram a área da atual Morin Dawa, na Mongólia Interior, em 1931, os Daurs realizaram uma intensa resistência contra eles.
Konan Naito apontou que o Reino Takri onde nasceu o rei Dongmyeong , um dos fundadores do Reino de Buyeo , como um país do povo Daur que vivia no Rio Songhua.

## Linguagem
A Língua daur é uma língua mongólica. Existe uma ortografia baseada no latim que foi elaborada por um estudioso nativo de Daur. A língua Dagur retém algumas características substratais Khitan , incluindo uma série de lexemas não encontrados em outras línguas mongólicas. É composto de três dialetos: Batgan, Hailar, Qiqihar.
Durante o governo Qing, alguns Daur falavam e escreviam Manchu como segunda língua.